# Cethosia mindanensis
Cethosia mindanensis is een vlinder uit de familie van de Nymphalidae. De wetenschappelijke naam van de soort is voor het eerst geldig gepubliceerd in 1863 door Cajetan Freiherr von Felder & Felder.